# Вілгелм Герард Бюргерс
В́ілгелм (В́іллі) Ге́рард Б́юргерс (нід. Wilhelm Gerard Burgers), (16 серпня 1897, Арнем, Нідерланди — 24 вересня 1988, Гаага, Нідерланди) — нідерландський фізик, хімік, кристалограф.

## Життєпис
Вілгелм (Віллі) Бю́ргерс народився в Арнемі 16 серпня 1897 року в родині поштового службовця Йоганнеса Мартінуса Бюргерса та Йоганни Хендріки Ромійн (нід. Johanna Hendrika Romijn). Віллі разом із братом Йоганнесом (Яном), старшим за нього на два з половиною роки, й двома прийомними братами виростали в особливій родинній атмосфері. Попри 60-годинний робочий тиждень їх мало освічений батько витрачав увесь вільний час і багато грошей на захоплення мікроскопією, астрономією, мінералогією, геологією. Володіючи дидактичними якостями й практичними природничими знаннями він залучав до цих занять і своїх синів. Мама підтримувала це захоплення, про що свідчить її весільний подарунок для батька — якісний оптичний мікроскоп.
Після випускних іспитів у середній школі в Арнемі для вступу до університету братам необхідно було вивчити й скласти державний іспит з латини і грецької мови. 1914 року Ян поступив у Лейденський університет, де почав вивчати математику та фізику, а Віллі — пізніше в 1917 році там же розпочав навчання з хімії.
Віллі Бюргерс в 1919 році продовжив навчання в Гронінгенському університеті. Через рік він знову перервав навчання, бо його керівник Пауль Еренфест запропонував роботу наставника двох синів посланника в Римі. Хоча два роки, проведені в Римі, були для нього важкими, але Рим зачарував його. Після повернення з Риму він продовжив навчання в університеті й в 1924 році здобув ступінь магістра з хімії.
За рекомендацією кристалографа Франса Ягера він отримав стипендію від «Фонду Рокфеллера» і використав її для стажування в лондонській «Davy-Faraday Research Laboratory» Королівського інституту. Там він під керівництвом професора сера Вільяма Брегга проводив рентгенографічні дослідження органічних кристалічних сполук. Його інтерес до рентгенівського аналізу кристалічних структур вже був викликаний раніше у Лейдені, де він прослухав кілька лекцій Г. А. Лоренца на цю тему. Там Бюргерс зрозумів важливість нового методу досліджень, особливо для хіміків. Дослідження, які він виконав у 1924—1927 рр. під керівництвом В. Г. Брегга, стали основою його докторської дисертації на тему"Röntgenografisch structuuronderzoek van eenige organische verbindingen", яку він захистив 1928 року в Гронінгенському університеті.
1927 року Бюргерс розпочав роботу в фізичній лабораторії концерну Philips в Ейндховені, де досліджував рекристалізацію в металах. Керівник лабораторії доктор Жіль Голст (G. Holst) потребував спеціаліста для рентгеноструктурних досліджень металів. Він доручив Віллі Бюргерсу разом з доктором Антоном Едуардом ван Арклом досліджувати явище рекристалізації у вольфрамових нитках розжарення електронних пристроїв. За тривалого нагрівання ниток, виготовлених з попередньо деформованого на холодно дроту, унаслідок рекристалізації відбуваються структурні зміни з огрубленням зерен, що спричиняє зменшення опору повзучості й втрату експлуатаційних властивостей. Віллі Бюргерсу довелося заглибитися в проблеми деформування металів. На той час вже було відоме поняття текстури, яка виникає внаслідок пластичної деформації, але був незрозумілий атомний механізм деформації, яка передує рекристалізації. Коли в 1934 році Джефрі Тейлор, Еґон Орован й Майкл Поланьї у своїх статтях незалежно один від одного з різних позицій ввели поняття дислокацій як дефектів кристалічної ґратки, рух яких забезпечує пластичну деформацію, Віллі Бюргерс працював над звітом про пластичність кристалів. Проте ці публікації для нього, як для хіміка, були нелегкими для розуміння й суперечливими. Тоді Віллі звернувся за допомогою до свого брата Яна, фізика-теоретика, й зацікавив його цією проблематикою. У їхній спільній роботі була зроблена спроба досягти синтезу між трьома досить розбіжними теоріями, чим було підтверджено існування дислокацій у реальних кристалах. Пізніше ця співпраця привела до відкриття Яном Бюргерсом у 1939 році важливої характеристики дислокацій, відомої як вектор Бюргерса.

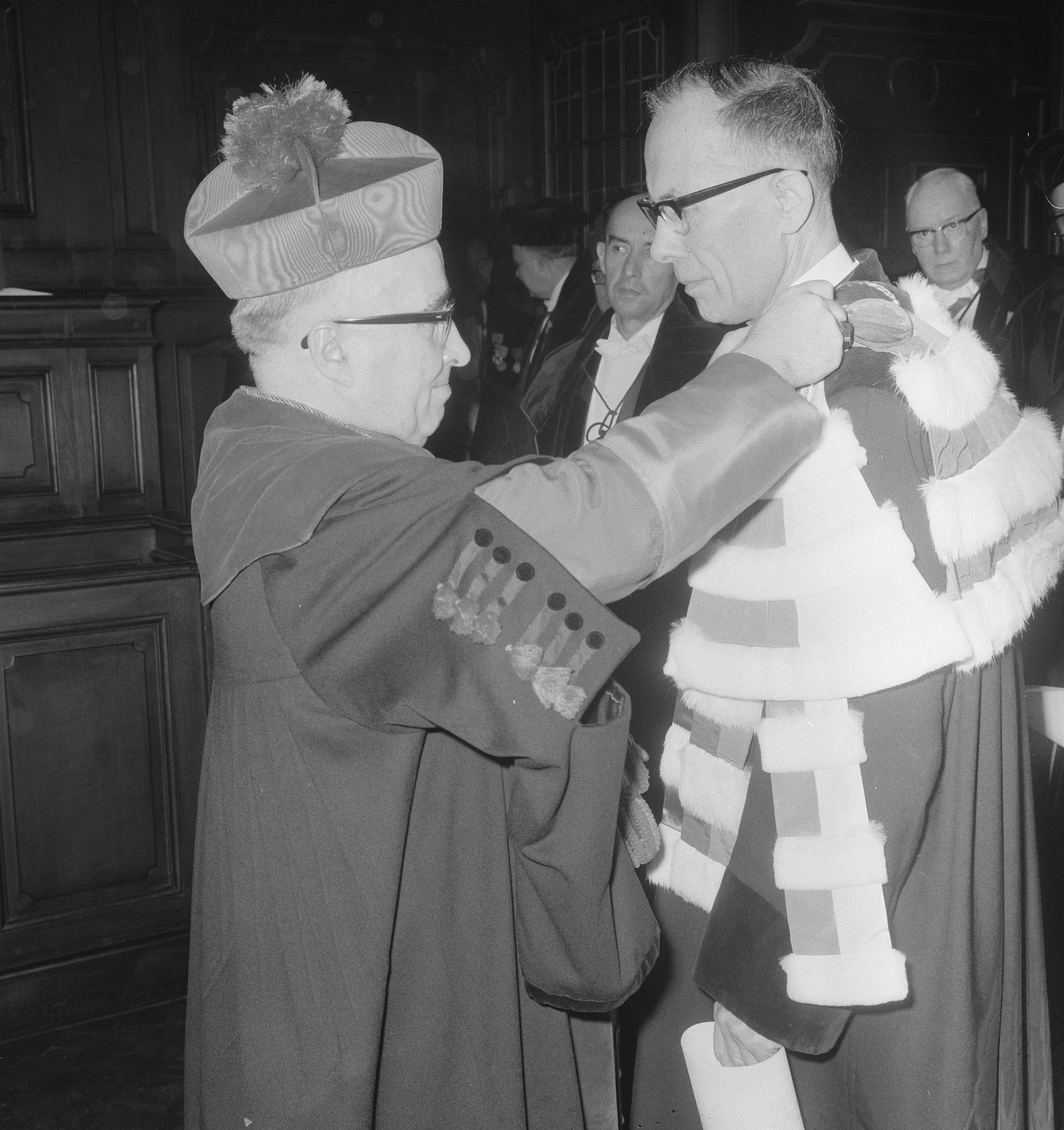
Вручення В.Бюргерсу почесного докторського ступеня Льовенського університету, 1967 р.

1940 року В. Бюргерс був призначений на посаду повного професора фізичної хімії в Делфтському технологічному університеті, де вже викладав його брат Ян Бюргерс. Його інавгураційна промова була присвячена рентгенівським та електронним променям як інструментам для хіміко-металографічних досліджень. В університеті розширилася тематика його досліджень: дифузія в металах, F-центри в йонних кристалах NaCl і KCl, алотропне перетворення олова, мартенситні перетворення, зокрема в цирконію.

## Визнання та особисті якості
На визнання заслуг Віллі Бюргерс був відзначений почесними докторськими ступенями університетів Гента, Льовена, Брюсселя, Парижа. Він обраний членом Нідерландської королівської академії наук; у 1949—1950 рр. був запрошеним професором в Університет Пердью, 1963 року відзначений премією Жіля Голста.
Віллі Бюргерс був скромним, ввічливим у спілкуванні з колегами та студентам, з гарним почуттям гумору, працьовитим і ретельним в проведенні експериментів. На лекціях міг відверто визнати незнання якоїсь проблеми, чим викликав повагу в студентів.

## Родинне життя
У лондонський період стажування Віллі Бюргерс одружився з Тільдою Краус, з якою познайомився в Гронінгені і яка підтримувала його до своєї смерті в 1982 році. Помер  В́ілгелм Герард Бюргерс 24 вересня 1988 року в Гаазі.

## Вибрані публікації
- W. G. Burgers und P. C. Louwerse. Über den Zusammenhang zwischen Deformationsvorgang und Rekristallisation bei Aluminium // Zeitschrift für Physik. — 1935. — Т. 15 (25 березня). — С. 173-213.
- W.G.Burgers and J.M.Burgers. Verh.Akad.Wetenschappen // Afd. Natuurk. — 1935. — Т. 15 (25 березня). — С. 173-213.
- Roelof Houwink, Wilhelm Gerard Burgers. Elasticity, plasticity and structure of matter. — The University Press, 1937.
- J.M.Burgers and W.G.Burgers. Dislocations in crystal lattices. Chapter 6 of Rheology. Theory and Applications / edited by F.R.Eirich. — New York : Academic Press, 1956. — Vol. I. — P. 141-199.